# Jerzy Krawczyk (bokser)

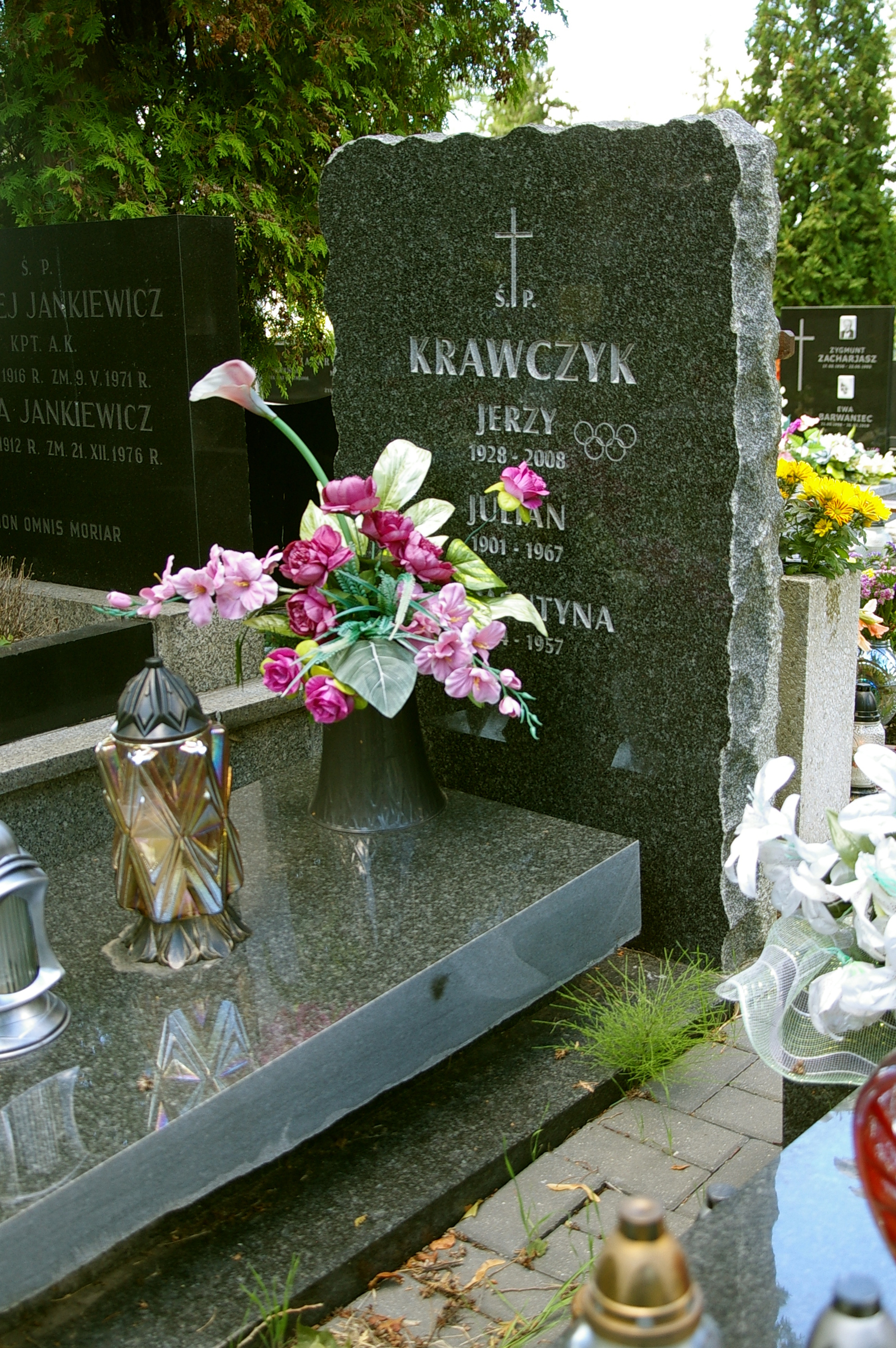
Grób Jerzego Krawczyka na Starym Cmentarzu w Łodzi

Jerzy Krawczyk (ur. 17 listopada 1928 w Łodzi, zm. 25 grudnia 2008 w Gdańsku) – polski bokser, olimpijczyk.
Walczył najpierw w Zrywie Łódź (1946-1949), a następnie w Wybrzeżu Gdańsk (noszącym przez pewien czas nazwę Gwardia Gdańsk, 1950-1954). Wziął udział w igrzyskach olimpijskich w Helsinkach 1952, gdzie przegrał pierwszą walkę w wadze lekkośredniej.
Dwukrotnie zdobywał mistrzostwo Polski: w 1950 w wadze lekkiej i w 1952 w wadze lekkośredniej. W latach 1952 i 1953 siedem razy wystąpił w meczach reprezentacji Polski wygrywając wszystkie walki (w kategoriach lekkośredniej i półśredniej).
Po zakończeniu kariery pracował w gastronomii jako kierownik restauracji WARS, a później Morskie Oko w Gdyni.